# Siechenberg bei Liebenau
Der Siechenberg bei Liebenau ist ein FFH- und Naturschutzgebiet in der hessischen Stadt Liebenau im Landkreis Kassel.

## Allgemeines
Das Naturschutzgebiet mit der Gebietsnummer 1633046 ist 7,5 Hektar groß. Es ist deckungsgleich mit dem gleichnamigen FFH-Gebiet. Nach Süden grenzt es abschnittsweise an das Landschaftsschutzgebiet „Auenverbund Diemel“. Das Gebiet steht seit dem 16. November 1999 unter Naturschutz.

## Beschreibung
Das Naturschutzgebiet liegt direkt nordöstlich der Ortslage von Liebenau im Naturpark Reinhardswald. Es umfasst einen in südliche Richtungen exponierten und zum Tal der Diemel steil abfallenden Hang der Warburger Börde nebst eines sich an der Hünscheburg im Nordosten des Naturschutzgebietes öffnenden kleinen Seitentals. Auf den Felshängen aus Muschelkalk haben sich infolge jahrtausendelanger Beweidung Kalkmagerrasen entwickelt, die größtenteils dem FFH-Lebensraumtyp Submediterrane Halbtrockenrasen zugeordnet sind. Infolge der Einstellung der traditionellen Nutzungsform verbuschen die Magerrasen. Zur Pflege werden die Flächen teilweise mit Schafen beweidet und entkusselt.
Auf den Magerrasen siedeln unter anderem Fiederzwenke, Pyramidenschillergras, Blaugrüne Segge, Frühlingssegge, Stängellose Kratzdistel, Golddistel, Hufeisenklee, Knolliger Hahnenfuß, Steifhaariger Löwenzahn, Frühlingsfingerkraut, Breitblättriger Thymian, Raues Veilchen und Knäuelglockenblume, teilweise auch Herbstzeitlose und Färberginster. Weiterhin siedeln hier die Orchideenarten Stattliches Knabenkraut, Helmknabenkraut, Bienenragwurz, Fliegenragwurz und Mückenhändelwurz, die zum Teil in großer Zahl vorkommen.
Auf nur kleinflächig vorkommendem Kalkpionierrasen siedeln unter anderem Dreifingersteinbrech, Weiße Fetthenne, Felsenfetthenne, Scharfer Mauerpfeffer, Bleiches Hornkraut, Dünnstängeliges Sandkraut, Feldsteinquendel, die Moose Verbogenstieliges Doppelhaarmoos und Dachdrehzahnmoos und die Schildflechte Peltigera rufescens. An Steilwänden ist Felsspaltenvegetation beispielsweise mit Mauerraute und Weichem Kammmoos zu finden.
Das Naturschutzgebiet ist Lebensraum unter anderem für Uhu, Goldammer, Fitis, Gartengrasmücke und Mönchsgrasmücke. Bei Kartierungen wurden etwa zwanzig Tagfalterarten nachgewiesen, darunter Hufeisenkleegelbling, Silbergrüner Bläuling, Roter Würfeldickkopffalter und Mattscheckiger Braundickkopffalter, sowie acht Heuschreckenarten. Weiterhin sind Zauneidechse und Schlingnatter im Naturschutzgebiet heimisch.
Auf der Hochfläche der Warburger Börde schließen sich landwirtschaftliche Nutzflächen an das Naturschutzgebiet an. Im Westen grenzt es direkt an die Ortslage von Liebenau. Im Tal der Diemel verläuft am Fuße der Hänge eine Straße, die Teil des Diemelradweges ist.